# NGC 3836
NGC 3836 ist eine Spiralgalaxie vom Hubble-Typ Sb im Sternbild Becher. Sie ist schätzungsweise 156 Millionen Lichtjahre von der Milchstraße entfernt.
Das Objekt wurde am 29. April 1877 von Ernst Wilhelm Leberecht Tempel entdeckt.